# Bonifacio de Lausana
San Bonifacio (Bruselas, 5 de junio de 1181 - Abadía de La Cambre, Bruselas, 19 de febrero de 1260) fue obispo de Lausana

## Biografía
Nacido en Bruselas, impartió clases en la universidad de París de 1222 a 1229. Poco después se marchó a Colonia donde siguió dando clases de teología. El 11 de marzo de 1231 fue nombrado obispo de Lausana. Durante su obispado, defendió los derechos de la Iglesia ante los poderosos, elemento que le valió el odio de los más poderosos. Entre ellos el del emperador del Sacro Imperio Romano Federico II Hohenstaufen, que mandó soldados a Lausana con la orden de matarlo y el beato, herido, se salvó milagrosamente. El 15 de julio de 1239 renunció a la diócesis y se retiró a Chambre, cerca de Bruselas, haciendo las labores de capellán en un monasterio de monjas cistercienses y colaboró con el obispo Robert de Thorote en la administración de la gran diócesis de Lieja. En 1245 es uno de los elegidos para formar parte del Concilio de Lyon I.
El 19 de febrero de 1260 murió en Chambre. Sus reliquias que habían permanecido en Bruselas fueron transportadas a Chambre en 1935.